# Lieutenant (Royal Navy)
Pour les articles homonymes, voir Lieutenant.
Lieutenant (souvent abrégé par Lt) est un grade d'officier subalterne de la Royal Navy. 
Il se classe au-dessus du Sub-lieutenant (Enseigne de vaisseau de 1ére classe) et au-dessous du Lieutenant Commander (Capitaine de corvette). Il est noté OF-2 dans le code OTAN des grades. 

Il équivaut au grade de Captain dans l'armée de terre britannique et dans les Royal Marines et à celui de Flight lieutenant dans la Royal Air Force (RAF). 
Il est équivalent au grade de Lieutenant de vaisseau dans les marines francophones : française, belge ou canadienne par exemple.
Les officiers de la Royal Navy du grade de Lieutenant  peuvent servir à la mer pour commander de petits bâtiments de la Navy. 

## Historique
Ayant à l'origine moins de grades d’officiers que l'Army (Armée de terre), la Marine scinde certains de ses rangs par ancienneté (temps de grade) pour fournir une équivalence : d’où un lieutenant avec moins de huit ans d’ancienneté porte deux rayures et équivaut à un Captain (capitaine) dans l'Army ; un lieutenant de huit ans ou plus porte deux rayures avec une plus mince entre les deux, et équivaut à un Major. 

## Insigne et uniforme

Manche
Patte d'épaule

L'insigne porté par un lieutenant de la Royal Navy est deux rayures tressées en or moyen avec une mince bande d'or, placé sur un fond bleu marine/noir. La bande supérieure a la boucle omniprésente utilisée dans tous les insignes de grade d’officier de Royal Navy, excepté le rang de Midshipman. La RAF suit ce modèle avec son grade équivalent de Flight lieutenant. 